# Ledvance
Die Ledvance GmbH (Eigenschreibweise: LEDVANCE) mit Sitz in Garching bei München ist ein Hersteller für Beleuchtung und Smart-Home-Technologie. 
Sie wurde 2016 als Ausgliederung der Osram Licht AG gegründet. Seit April 2018 befindet sich Ledvance vollständig im Besitz des chinesischen Beleuchtungsunternehmens MLS.
Das Unternehmen erzielte im Jahr 2023 einen Umsatz von 1,35 Milliarden Euro und ist in über 130 Ländern tätig.

## Geschichte

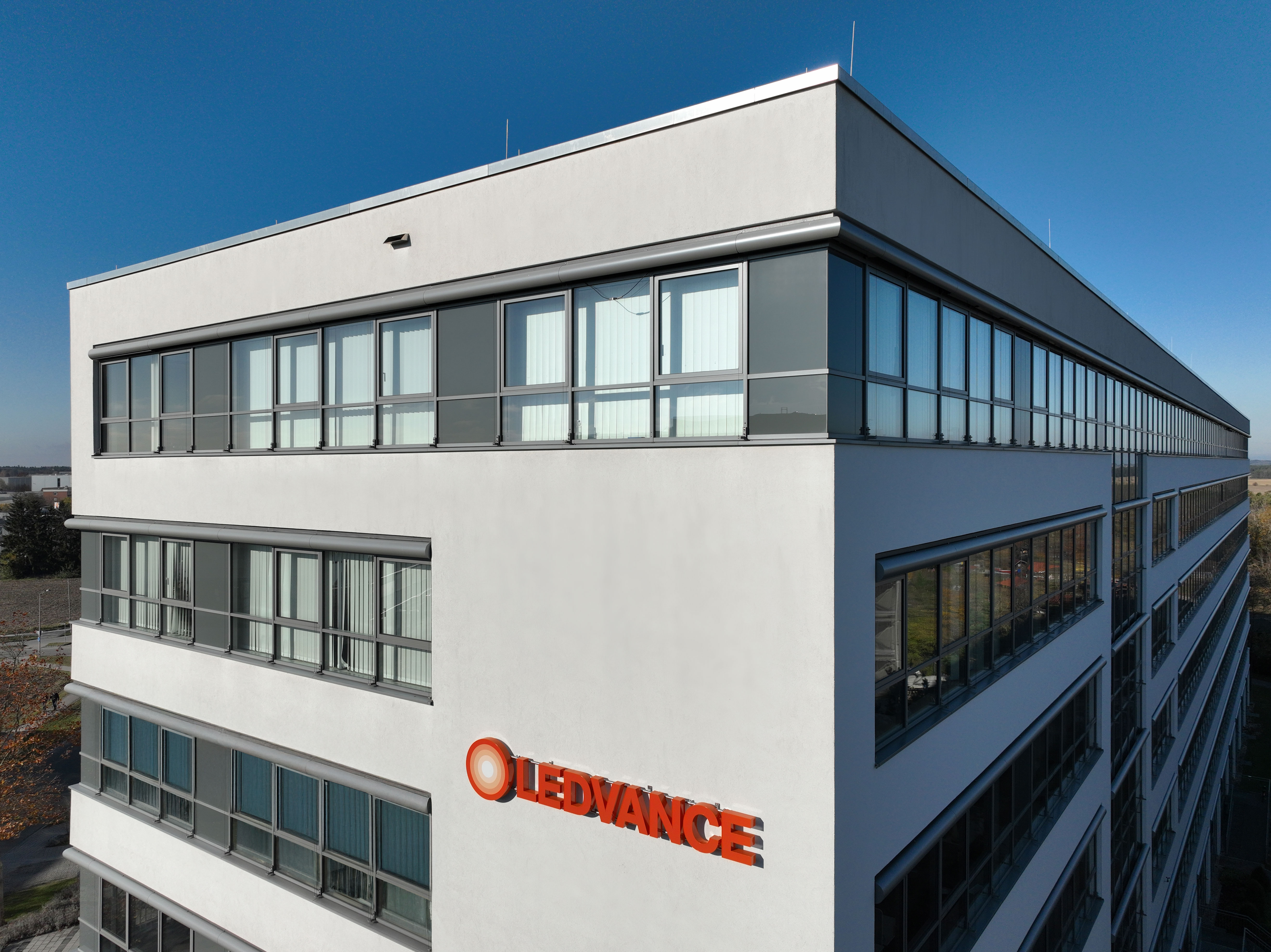
Ledvance-Hauptquartier in Garching

Im April 2015 wurde bekannt gegeben, dass Osram sein Lampengeschäft für die Allgemeinbeleuchtung mit gut einem Drittel der Mitarbeiter abspalten wird. Im Juni 2015 stimmte der Aufsichtsrat von Osram Licht der Ausgliederung seiner Lampensparte mit Produkten wie LED-, Halogen- und Energiesparlampen aus der Osram GmbH zu. Seit dem 1. Juli 2016 tritt Ledvance als rechtlich eigenständiges Unternehmen auf. Das Unternehmen darf die Markennamen Sylvania in den Vereinigten Staaten und Kanada und Osram in Europa weiter verwenden. Ledvance erwirtschaftete im Jahr der Ausgliederung etwa 40 Prozent des Osram-Konzernumsatzes – der Anteil der Lampensparte am Konzernumsatz von Osram lag zum Zeitpunkt der Trennung bei rund zwei Milliarden Euro.
Ende Juli 2016 gab Osram bekannt, dass Ledvance für mehr als 500 Millionen Euro an ein chinesisches Konsortium verkauft werden würde, das aus dem Investor IDG Capital, dem LED-Verpackungshersteller MLS und Yiwu besteht. Der Verkauf wurde am 3. März 2017 abgeschlossen, mit wirtschaftlicher Wirkung ab dem 1. März 2017. Durch die Übernahme gewann MLS Vertriebsnetze in Europa und den Vereinigten Staaten. Seit April 2018 ist MLS der alleinige Eigentümer von Ledvance.
Im Zuge der Übernahme und der anschließenden Umstrukturierung wurden einige ehemalige Osram-Standorte geschlossen, und Ledvance änderte seine Betriebs- und Vertriebsstrategie. Hierzu gehörte die Schließung des Werks in Augsburg zum 1. November 2018. Das Werk in Eichstätt wurde im August 2020 von der Callista Private Equity GmbH übernommen und die Tochtergesellschaft Radium Lampenwerk ging an die Investmentfirma ASC Lighting GmbH, eine Tochter der luxemburgischen ASC Investment Sàrl.
Im Jahr 2023 eröffnete Ledvance eine Schulungseinrichtung in Westfield, Massachusetts. Im September 2024 gaben Ledvance und Osram bekannt, dass sie ihre Markenlizenzpartnerschaft für Lampen für die Allgemeinbeleuchtung um ein weiteres Jahrzehnt verlängern würden.
Im Januar 2025 übernahm Ledvance das Unternehmen Loblicht aus Arnsberg.

## Produkte
Ledvance ist ein führender Hersteller und Vertriebspartner von Lampen und Leuchten und diversen Produkten sowohl für den Smart-Home- als auch den Smart-Building-Bereich. Die Produkte werden über Kanäle wie Großhandel, Einzelhandel und Online-Plattformen vertrieben.
Die Produkte werden unter den Markennamen Ledvance, Bellalux, Osram und Sylvania verkauft.
Seit 2024 vermarktet das Unternehmen außerdem Produkte unter dem Namen Ledvance Renewables, darunter Photovoltaikmodule, Wechselrichter und Energiespeichersysteme.

## Unternehmensstruktur
Ledvance gehört zu dem chinesischen Beleuchtungsunternehmen MLS Co., LTD. Ledvance verfügt über mehr als 50 Tochtergesellschaften und bildet eine Untergruppe innerhalb der MLS-Unternehmensgruppe. Im Jahr 2023 erzielte Ledvance einen Umsatz von 1,35 Milliarden Euro. Ein großer Teil des Umsatzes wird durch den Verkauf von Leuchten generiert, und das Unternehmen gilt als das zweitgrößte Unternehmen auf dem globalen Beleuchtungsmarkt.
Der Hauptsitz des Unternehmens befindet sich in Garching bei München, Deutschland. Ledvance verfügt über Tochtergesellschaften und Büros in mehr als 50 Ländern sowie über Geschäftsaktivitäten in mehr als 130 Ländern weltweit. Die regionale Organisationsstruktur ist in drei Hauptbereiche unterteilt: Westeuropa, Emerging Markets (Asien/Pazifik, Naher Osten und Afrika, Osteuropa und Lateinamerika) sowie Vereinigte Staaten und Kanada (USC). Ledvance produziert in Frankreich und den USA.

## Auszeichnungen (Auswahl)
- 2021: Innovationspreis für die Stehleuchte Lux at Home und die Lux-O-Meter-App.[36]
- 2021: Acht Adex Platinum Awards und der Adex Award for Design Excellence für die Sylvania UltraLED Ultrasonic Stairwell Fixture in der Kategorie Best of 2021 Product.[37]
- 2024: Innovationspreis für die Everloop Linear Indiviled in der Kategorie Excellence in Business to Business: Lighting Solutions.[38]
- 2024: Auszeichnung als Best Retrofit Project bei den Energy Managers Canada Awards für Licht-Modernisierungslösungen im Metro Toronto Convention Centre.[39]